# 828

## أحداث
- حصار سرقوسة: المسلمون بقيادة أسد بن الفرات يهزمون جيش الإغاثة البيزنطي المرسل من باليرمو ويدعمه أسطول البندقية بقيادة جوستنيانو بارتيتشبازيو. يقرر ابن الفرات إنهاء الحصار، وعانت قواته من نقص الغذاء. ومات لاحقا بسبب وباء.

## مواليد
- أبو حنيفة الدينوري
- أبو محمد بن قتيبة الدينوري

## وفيات
- أسد بن الفرات
- إدريس الثاني بن إدريس (الأول) بن عبد الله الكامل ثاني حاكم مسلم في إمارة الأدارسة. (ولد في 793).